# Дейнекин, Павел Иванович
Павел Иванович Дейнекин (1918—1945) — Гвардии старший лейтенант Рабоче-крестьянской Красной Армии, участник Великой Отечественной войны, Герой Советского Союза (1945).

## Биография
Павел Дейнекин родился 18 декабря 1918 года на хуторе Попасное (ныне — Калачеевский район Воронежской области) в крестьянской семье. Окончил три курса Рязанского педагогического института. В 1941 году Дейнекин был призван на службу в Рабоче-крестьянскую Красную Армию. В 1942 году он окончил Горьковское танковое училище. С июня того же года — на фронтах Великой Отечественной войны. К июню 1944 года гвардии лейтенант Павел Дейнекин командовал танковой ротой, 1-го танкового батальона,  19-й гвардейской танковой бригады (3-го гвардейского танкового корпуса, 5-й гвардейской танковой армии, 3-го Белорусского фронта). Отличился во время Белорусской операции.
26 июня 1944 года рота Дейнекина перерезала шоссе Орша-Минск и первой ворвалась в посёлок Толочин Витебской области, приняв активное участие в разгроме вражеской группировки в этом посёлке. В дальнейшем в боях за освобождение Борисова и Минска рота Дейнекина уничтожила большое количество живой силы и боевой техники противника. 22 марта 1945 года заместитель командира танкового батальона гвардии старший лейтенант Дейнекин погиб в бою за город Сопот в Польше. Похоронен в населённом пункте Вичлино в 17 километрах к северо-западу от Сопота, в 1948 году перезахоронен на кладбище воинов Советской Армии в деревне Бояно, гмина Шемуд, Вейхеровский повят Поморское воеводство в Польше.

## Награды
Указом Президиума Верховного Совета СССР от 24 марта 1945 года гвардии лейтенант Павел Дейнекин был удостоен высокого звания Героя Советского Союза. Также был награждён орденами Ленина, Отечественной войны 1-й степени, двумя орденами Красной Звезды.

## Память
В честь Дейнекина названа школа на его родине.